# John Lyng
John Daniel Lyng (22. srpna 1905 – 18. ledna 1978) byl norský politik. V roce 1963 byl krátce premiérem Norska. V letech 1965-1970 byl ministrem zahraničních věcí. Byl představitelem pravicové konzervativní strany (Høyre).
Kabinet se mu podařilo sestavit poté, co vládu Einara Gerhardsena sestřelila tzv. aféra Kings Bay, kdy vyšetřovací komise konstatovala odpovědnost vlády za sérii důlních neštěstí ve státní těžařské firmě Kings Bay. Šlo o první konzervativní kabinet v Norsku od roku 1928, vydržel však pouhý měsíc, když ustoupil tlaku veřejnosti, která pořádala proti nové vládě demonstrace. Přesto schopnost sestavit koalici norskou pravici v očích voličů posílila a po volbách v roce 1965 sestavila vládu Per Bortena, v níž se Lyng ujal funkce ministra zahraničí.